# Lac Horseshoe (Illinois)
Pour les articles homonymes, voir Lac Horseshoe.
Le lac Horseshoe (Horseshoe Lake) est un site naturel classé (National Natural Landmark), situé dans le bas de l'American Bottom (ce nom désigne une partie de la plaine alluviale du fleuve Mississippi) près de l'aire métropolitaine de St. Louis. 
Il est bordé par les villes de Madison et de Granite City, et situé dans le canton de Nameoki, à environ quatre miles à l'est de St. Louis, Missouri. Sa partie ouest est plus officialisée et industrialisée, dominée par une usine métallurgique (Granite City Works facility of United States Steel Corporation ou U.S. Steel ;

## Patrimoine naturel
Le lac est peu profond (environ 1 m, soit trois pieds, sous la plupart de sa surface, avec cependant un point à environ 16 m (54,5 pieds) résultant de l'exploitation de sable dans le passé. 

Il couvre 2 400 acres (10 km2), ce qui en fait le second plus grand lac naturel de l'Illinois, après le Lac Michigan. 

Sa forme en croissant est le vestige d'un méandre du fleuve Mississippi. Son altitude est de 403 pieds (123 m). 
 Il abrite le « Horseshoe Lake State Park » sur 2 960 acres (12 km2).
Le lac est en partie vidé chaque année pour fournir un habitat aux oiseaux d'eau ; Au moins 284 espèces d'oiseaux y ont été observées, dont la plupart de celles qui fréquentent l'ensemble de l'État. 

Les bernaches du Canada y hivernent, ainsi que le pygargue à tête blanche. D'autres oiseaux importants dont le canard colvert, l'aigrette neigeuse et le petit héron bleu ou le moineau friquet, sont dans l'Illinois ou en Amérique du Nord limités à cette région. 
Diverses espèces de poissons le peuplent.

## Séquelles environnementales
Les industries locales ont été pour certaines très polluantes (aciéries...). 
La grenaille de plomb résiduelle de l'époque où l'on chassait les oiseaux d'eau au plomb peut encore et pour longtemps être responsable de saturnisme aviaire.